# Іван Аніа
Іван Аніа (ісп. Iván Ania, нар. 24 жовтня 1977, Ов'єдо) — іспанський футболіст, що грав на позиції півзахисника. По завершенні ігрової кар'єри — тренер. З 2023 року очолює тренерський штаб команди «Кордова».

## Клубна кар'єра
Вихлованець клубу «Реал Ов'єдо». З 1994 року став виступати за резервну команду, а 11 червня 1995 року дебютував за основну команду в астурійському дербі проти "«Спортінга Хіхон» (1:0). З наступного сезону став основним гравцем і загалом відіграв за клуб з Ов'єдо сім сезонів своєї ігрової кар'єри. Більшість часу, проведеного у складі «Реала Ов'єдо», був основним гравцем команди.
У жовтні 2001 року перейшов у «Тенерифе», де провів три сезони, після чого недовго грав за команди «Райо Вальєкано», «Хімнастік», «Кадіс», «Лорка Депортіва» та «Ковадонга».
Завершив ігрову кар'єру у рідній команді «Реал Ов'єдо», куди повернувся 2009 року, і захищав її кольори до припинення виступів на професійному рівні у 2010 році. Загалом він провів за кар'єру 193 матчі у Прімері, 15 забивши голів і 86 матчів у Сегунді, забивши 10 голів.

## Виступи за збірні
1992 року дебютував у складі юнацької збірної Іспанії (U-16). Згодом у складі юнацької збірної Іспанії (U-18) виграв юнацький чемпіонат Європи в 1995 році у Греції.
У складі збірної Іспанії U-20 брав участь у молодіжному чемпіонаті світу 1997 року у Малайзії, де зіграв чотири матчі, а Іспанія дійшла до чвертьфіналу турніру, поступившись Ірландії. Загалом на юнацькому рівні взяв участь у 28 іграх, відзначившись 6 забитими голами.
Протягом 1998—2000 років залучався до складу молодіжної збірної Іспанії, з якою став бронзовим призером молодіжного чемпіонату Європи 2000 року у Словаччині. Всього на молодіжному рівні зіграв у 7 офіційних матчах, забив 1 гол.

## Кар'єра тренера
Розпочав тренерську кар'єру невдовзі по завершенні кар'єри гравця, у грудні 2011 року, очоливши тренерський штаб клубу «Ковадонга», де пропрацював до червня 2013 року. Після цього з листопада 2013 по червень 2015 року тренував резервну команду «Реал Ов'єдо» у Терсері.
Влітку 2015 року очолив «Саудаль Депортіво», яке в першому ж сезоні вивів до Сегунди Б, а у наступному зумів врятувати команду у третьому за рівнем дивізіоні країни.
У сезоні 2017/18 тренував «Вільяновенсе» з Сегунди Б, після чого перейшов у іншу команду цього ж дивізіону «Расінг». З цією командою у першому ж сезоні вийшов до Сегунди, але у другому за рівнем дивізіоні Іспанії його команда виступала не так добре і 11 листопада 2019 року він був звільнений після лише однієї перемоги, дев'яти нічиїх і п'яти поразок.
У червні 2021 року став головним тренером «Альхесіраса» і тренував клуб два роки у третьому за рівнем дивізіоні країни.
28 червня 2023 року очолив тренерський штаб команди «Кордова» з Прімери Федерасьйон.